# The Hammocks
The Hammocks és una concentració de població designada pel cens dels Estats Units a l'estat de Florida. Segons el cens del 2000 tenia 47.379 habitants.

## Demografia
Segons el cens del 2000, The Hammocks tenia 47.379 habitants, 15.203 habitatges, i 12.055 famílies. La densitat de població era de 2.327,4 habitants/km².
Dels 15.203 habitatges en un 46,5% hi vivien nens de menys de 18 anys, en un 58,4% hi vivien parelles casades, en un 16,1% dones solteres, i en un 20,7% no eren unitats familiars. En el 15,1% dels habitatges hi vivien persones soles l'1,8% de les quals corresponia a persones de 65 anys o més que vivien soles. El nombre mitjà de persones vivint en cada habitatge era de 3,1 i el nombre mitjà de persones que vivien en cada família era de 3,47.
Per edats la població es repartia de la següent manera: un 28,3% tenia menys de 18 anys, un 10,3% entre 18 i 24, un 36,2% entre 25 i 44, un 18,9% de 45 a 60 i un 6,3% 65 anys o més.
L'edat mediana era de 32 anys. Per cada 100 dones de 18 o més anys hi havia 86,5 homes.
La renda mediana per habitatge era de 50.909 $ i la renda mediana per família de 54.444 $. Els homes tenien una renda mediana de 35.159 $ mentre que les dones 30.178 $. La renda per capita de la població era de 18.962 $. Entorn del 7% de les famílies i el 8,6% de la població estaven per davall del llindar de pobresa.

## Poblacions més properes
El següent diagrama mostra les poblacions més properes.